# Luis Alejandro Parra
Luis Alejandro Parra (Ciudad Bolívar, Estado Bolívar, Venezuela; 15 de diciembre de 1996) es un futbolista venezolano que juega como defensa en el Angostura Fútbol Club de la Primera División de Venezuela.

## Clubes
| Club               | País      | Año       |
| ------------------ | --------- | --------- |
| Mineros de Guayana | Venezuela | 2014-2015 |
| Monagas SC         | Venezuela | 2016      |

## Monagas Sport Club
Llegó como refuerzos para el Torneo Apertura de 2016. Para julio del 2016, la directiva del Monagas Sport Club, decide finalizar su contrato.